# Igreja da Trindade (Manhattan)
A Igreja da Trindade (em inglês:  Trinity Church) é um prédio pertencente à Igreja Anglicana localizada no cruzamento entre a Wall Street e a Broadway, bem no centro financeiro de Manhattan, na cidade de Nova Iorque.
A igreja foi designada, em 8 de dezembro de 1976, um edifício do Registro Nacional de Lugares Históricos bem como, na mesma data, um Marco Histórico Nacional.

## História
A história dessa edificação iniciou-se no ano de 1696, quando o governante Benjamin Fletcher aprovou a compra de uma porção de terras na ilha de Manhattan pela comunidade da Igreja Anglicana, visando a construção de um novo prédio para a igreja.
Esta igreja foi reconstruída após ser inteiramente destruída no Grande Incêndio de Nova Iorque de 1776‎.